# Chin United Football Club
O Chin United Football Club é um clube de futebol com sede em Estado de Chin, Myanmar. A equipe compete no Campeonato Birmanês de Futebol.

## História
O clube foi fundado em 2012.